# Manoir de Gouberville
Le manoir de Gouberville est une ancienne gentilhommière, détruite en 1852, qui se dressait sur le territoire de l'ancienne commune française de Gouberville, dans le département de la Manche, en région Normandie.

## Localisation
Le manoir se situait sur le territoire de Gouberville, dans le département français de la Manche.

## Historique
Peu après 1163, date de la fondation du prieuré de Néville, il est fait mention d'un Guillaume de Gouberville. Vers 1256 lui succède Geoffroy de Gouberville (Gaufridus de Goisbervilla). La famille s'éteint en la personne de Jeanne de Gouberville, dernière du nom, qui épouse vers 1392, Guillaume Picot (ou Picod, † 1415 à Azincourt), fils d'Audrieu, sire de Russy, et de Philippette de Percy. Les Picot, originaires du Bessin portaient : de gueules à la croix ancrée d'argent. Son fils, également nommé Guillaume, est seigneur de Gouberville, Russy, Houtteville (Surrain), Percy, épouse en 1413, Jeanne Maillard, dame du Fresne, de Huppain, Saint-Germain, Sorteval et Sainte-Honorine. Dès lors, les Picot de Gouberville sont seigneurs dans le Bessin et le Cotentin.
On trouve ensuite Guillaume III, mort vers 1490, Guillaume IV, qui épouse en 1507 Jeanne du Fou, dame du Mesnil-au-Val.
En 1519, la terre de Gouberville, avec manoir, colombier et moulin, le tout de douze acres, relève pour un quart de fief de haubert du roi. Guillaume IV et Jeanne du Fou auront quatre garçons, dont Gilles de Gouberville et trois filles. Gilles de Gouberville, lieutenant des eaux et forêts du bailliage de Cotentin, charge qu'avait occupée son père, est célèbre pour son journal tenu de 1549 à 1562 nous permettant de connaître la vie rurale et les conditions de vie en Cotentin d'un gentilhomme campagnard au XVIe siècle. Il meurt, dans le manoir de sa mère, au Mesnil-au-Val, le 7 mars 1578. Sans descendance, sa succession passe à sa sœur, Renée Picot (1519-v. 1594). Celle-ci épouse, en 1543, Jacques du Moncel. Par un partage effectué en 1580, Jacqueline de Grux, dame de Montfarville, autre héritière, rentre en possession du manoir du Mesnil-au-Val. Jacques du Moncel et son épouse ne laissent également qu'une fille, Gillonne du Moncel. En 1578, elle épouse Gilles Boudet, sieur de Crosville et de Biniville. Ces derniers auront deux garçons et deux filles, dont une, Renée épousera en 1595, Hervé d'Anneville, seigneur de Chiffrevast. Jean de Crosville, né le 14 mars 1575, le fils aîné, qui sera chambellan du grand Condé, hérite des fiefs de Crosville et de Gouberville.
Se succéderont comme seigneurs de Gouberville : Jean de Crosville, puis son frère, Hervé de Crosville († 1654), Jean de Crosville († 1685), Jean-Charles de Crosville († 1709), Jacques-Georges-Jean-Charles de Crosville époux de Marie-Catherine de Hennot d'Arville, et Louis-René de Crosville, qui le 22 janvier 1770 vend la terre de Gouberville, pour 280 000 livres à Pierre-Guillaume Jallot, comte de Beaumont-Hague. Les Jallot, patron de Néville, Gonneville, Fermanville et Maupertus, avaient été anoblis en 1478. Pierre-Guillaume ne réside pas à Gouberville, son fils, Marie-Bonaventure Jallot, comte de Beaumont, plus tard capitaine au régiment du Roi infanterie, naît à Valognes le 13 février 1753. Lors de la Révolution il est porté, le 8 janvier 1793, sur la liste des émigrés et ses biens sont placés sous séquestre.
Le domaine sera saccagé par des « patriotes » (républicains), principalement de Gatteville, par deux fois : dans la nuit du 8 au 9 mai 1792 et dans la nuit du 15 juillet. Le comte de Beaumont récupérera ses biens après la Révolution et décèdera à l'âge de 91 ans, en 1842. C'est son neveu, Louis du Mesnildot, qui hérite de ses biens. Paul Hervé du Mesnildot, son second fils, héritera du manoir de Gouberville. Le manoir, abandonné et à demi ruiné, est rasé en 1852. À sa place, on érige le château actuel, de style Second Empire, sur la base des plans de l'architecte parisien M. Gilet[Qui ?].

## Description
Il ne subsiste du château des sires de Gouberville détruit en 1852 que le mur de clôture qui atteint par endroit quatre mètres de hauteur.

## Propriétaires
Liste non exhaustive.
- Guillaume Picot († 1415)
- Guillaume Picot, fils du précédent
- Guillaume III
- Guillaume IV
- Guillaume V Picot († 1544)
- Gilles de Gouberville (1544-1578)
- Renée Picot, sœur du précédent
- Jacques du Moncel, époux de la précédente
- Gilonne du Moncel, fille du précédent
- Famille de Crosville
  - Jean de Crosville, fils aîné de la précédente
  - Hervé de Crosville, frère du précédent († 1654)
  - Jean de Crosville († 1685)
  - Jean-Charles de Crosville († 1709)
  - Jacques-Georges-Jean-Charles de Crosville
  - Louis-René de Crosville (vend en 1770)
- Pierre-Guillaume Jallot (achat en 1770)
- Louis du Mesnildot, neveu du précédent
- Paul-Hervé du Mesnildot, fils cadet du précédent